# Rildo da Costa Menezes
Rildo da Costa Menezes   (Recife, 23 de gener de 1942 - Los Angeles, 16 de maig de 2021), conegut com a Rildo, fou un futbolista brasiler i entrenador.

## Selecció del Brasil
Va formar part de l'equip brasiler a la Copa del Món de 1966.